# ルーベン・ボイキン
ルーベン・ボイキン（Ruben Eugene Boykin jr.、1985年6月20日 - )は、元プロバスケットボール選手である。ポジションはパワーフォワード。
アメリカ合衆国、カリフォルニア州ロサンゼルス出身。ノーザンアリゾナ大学卒業後、ポーランド、イタリア、ギリシャで競技生活を送った。
そのうち、2011年から2012年のシーズンはギリシャ一部リーグのコロッソス・ロドウで35試合に出場し、1試合平均8.8点と4.7本のリバウンドを挙げてチームのプレイオフ・セミファイナル進出に貢献した。
また2012年から2013年にかけてはポーランドトップリーグのアンウェル・ウォロクラウィックに所属し42試合に出場。1試合平均得点7.7点とリバウンド5.8本を記録し、チームをプレイオフ・セミファイナルに押し上げた。
2013年7月に秋田との契約が合意に達し、2013-14シーズンは秋田でプレイ。ヘッドコーチの中村和雄に得点源としての働きを期待されたボイキンは、9試合で20点以上獲得するなど1試合平均13.9得点を挙げ、またリバウンドもリーグ最多となる同13.5を記録した。2014年3月23日の埼玉ブロンコス戦では18得点14リバウンド、10アシストのトリプルダブルを達成
。ジャパンタイムズ誌はボイキンをチームの要と評した。
2014-15シーズン、ボイキンはドイツのMHPリーゼン・ルートヴィヒスブルクに移籍する予定であったが、これはシーズン開幕前に見送られ、ボイキンは秋田に復帰した。
2015-16シーズン、ボイキンはドイツのBGゲッティンゲンに移籍した。
2016-17シーズンはバンビシャス奈良と契約し、レギュラーシーズン全60試合に出場、平均6.6得点だった。
2017-18シーズンはアースフレンズ東京Zと契約した。2019年、大阪エヴェッサのアシスタントコーチに就任。
2025年5月、ファイティングイーグルス名古屋のスーパーバイザーコーチに就任。ヘッドコーチではないが、試合の指揮を担当する。
バスケットボール選手のジャーマル・ボイキンは弟。

## 個人成績
| シーズン | チーム         | GP | GS | MPG  | FG%   | 3P%   | FT%   | RPG  | APG  | SPG  | BPG  | TO   | PPG  |
| -------- | -------------- | -- | -- | ---- | ----- | ----- | ----- | ---- | ---- | ---- | ---- | ---- | ---- |
| 2013-14  | 秋田           | 52 | 52 | 34   | 47.8% | 35.7% | 69.6% | 13.5 | 3.5  | 1.0  | 0.3  | 1.8  | 13.9 |
| 2014-15  | 秋田           | 52 | 27 | 26.5 | 43.0% | 36.8% | 75.7% | 6.9  | 4.0  | 0.6  | 0.5  | 2.0  | 10.6 |
| 2015-16  | ゲッティンゲン | 32 | 5  | 12.9 | 39.9% | 31.9% | 88.2% | 2.31 | 0.97 | 0.22 | 0.25 | 0.88 | 4.88 |
| 2016-17  | 奈良           | 60 | 20 | 17.0 | 38.4% | 31.4% | 75.3% | 4.8  | 1.5  | 0.4  | 0.3  | 1.0  | 6.6  |
| 2017-18  | 東京Z          |    |    |      |       |       |       |      |      |      |      |      |      |
| 2017-18  | 渋谷           |    |    |      |       |       |       |      |      |      |      |      |      |

## 参考資料
1. 1 2 3  『外国人選手契約基本合意のお知らせ①』（プレスリリース）秋田ノーザンハピネッツ、2013年7月23日。2013年8月31日閲覧。
2. 1 2  “Rize Management » Jamal Boykin”. 2013年8月31日閲覧。
3. 1 2  “Akita Happinets sign Ruben Boykin, ex Anwil”.   eurobasket.com (2013年7月25日). 2013年8月31日閲覧。
4. 1 2  Ed Odeven (2014年6月2日). “Happinets' Boykin reflects on season”.  ジャパンタイムズ. 2014年7月11日閲覧。
5. ↑  “秋田ノーザンハピネッツvs埼玉ブロンコスゲーム詳細”.   bjリーグ. 2014年7月11日閲覧。
6. ↑  “Reboundstarker Neuzugang! Ruben Boykin wechselt nach Ludwigsburg”.   MHPリーゼン・ルートヴィヒスブルク (2014年7月29日). 2015年8月26日閲覧。
7. ↑  “Ruben Boykin verlässt die MHP RIESEN”.   MHPリーゼン・ルートヴィヒスブルク (2014年8月9日). 2015年8月26日閲覧。
8. ↑  『【継続】ルーベン・ボイキン選手 契約基本合意のお知らせ』（プレスリリース）秋田ノーザンハピネッツ、2014年9月9日。2015年8月26日閲覧。
9. ↑  “Ruben Boykin neu im BG-Team”.   BGゲッティンゲン (2015年8月13日). 2015年8月26日閲覧。
10. ↑  “大阪エヴェッサのACにルーベン・ボイキン氏が就任、かつてはサンロッカーズ渋谷などでプレー”.   basketballking (2019年9月2日). 2019年9月2日閲覧。
11. ↑  “【2025-26シーズン】チームスタッフ決定のお知らせ”. ファイティングイーグルス名古屋 (2025年5月30日). 2025年6月3日閲覧。